# Marion Eggert
Marion Eggert (* 6. Dezember 1962 in München) ist eine deutsche Koreanistin.

## Leben
Marion Eggert studierte Sinologie, Ethnologie, Japanologie und, im Selbststudium, Koreanistik unter anderem in Japan, China und Korea. Am Korea Institute der Harvard University in den USA hielt sie eine Post-Doc-Fellowship. Sie habilitierte 1998 an der Ludwig-Maximilians-Universität München und ist seit 1999 Professorin für Koreanistik an der Universität Bochum. 1991 erhielt sie den Übersetzerpreis der Korean Culture and Arts Foundation und 1996 für ihre Dissertation über chinesische Traumauffassungen den Max-Weber-Preis der Bayerischen Akademie der Wissenschaften.
2019 wurde Eggert in die Academia Europaea gewählt.
Sie ist verheiratet mit dem koreanischen Bildhauer und Maler Kang Jinmo.

## Schriften
- (Hrsg.): Wind und Gras. Moderne koreanische Lyrik, ISBN 3423133805
- Eggert, Marion / Plassen, Jörg: Kleine Geschichte Koreas, ISBN 3-406-52841-4
- Vom Sinn des Reisens. Chinesische Reiseschriften vom 16. bis zum frühen 19. Jahrhundert, ISBN 978-3-447-05067-8
- Rede vom Traum. Traumauffassungen der Literatenschicht im späten kaiserlichen China, ISBN 978-3-515-06250-3
- Eggert, Marion / Trauzettel, Rolf / Kubin, Wolfgang: Geschichte der chinesischen Literatur / Die klassische chinesische Prosa. Essay, Reisebericht, Skizzen, ISBN 978-3-598-24545-9
- Die Klassische Chinesische Prosa. Essay, Reisebericht, Skizze, Brief: Vom Mittelalter Bis Zur Neuzeit, ISBN 978-3-598-44113-4